# 第2回立法院議員総選挙
第2回立法院議員総選挙（だい2かいりっぽういんぎいんそうせんきょ）は、1954年3月14日に行われた琉球政府の立法院議員選挙である。

## 選挙データ

### 公示日
- 1954年2月7日

### 投票日
- 1954年3月14日

### 議席数
- 29議席

### 選挙制度
- 小選挙区制－本選挙から導入された。

### 有権者数
- 325,303人
（男性：144,387人、女性：180,916人）

### 立候補者数
- 63人

## 主な争点
奄美群島が本土復帰したことにより、奄美地区の選挙区や有権者が今回から除外されることになった。
この頃になると、琉球民主党（以下、民主党）と沖縄社会大衆党（以下、社大党）による二大政党制の傾向が明確になり、小選挙区制の導入と相まって激烈な選挙戦となった。
民主党は行政主席の比嘉秀平を総裁とする保守系の与党で、対米協調路線をとった。一方、野党の社大党は「ヒューマニズム」を基調とし本土復帰を強く掲げた。

## 選挙結果

### 投票率
- 80.31%

### 当選者
- 第1区 - 宮城正行
- 第2区 - 中里猛
- 第3区 - 長田成徳
- 第4区 - 兼次佐一
- 第5区 - 比嘉宇太郎
- 第6区 - 新里銀三
- 第7区 - 仲宗根巌
- 第8区 - 天願雄治郎
- 第9区 - 新垣金造
- 第10区 - 当山真志

- 第11区 - 大山朝常
- 第12区 - 平良幸市
- 第13区 - 桃原亀郎
- 第14区 - 知念朝功
- 第15区 - 平良良松
- 第16区 - 西銘順治
- 第17区 - 佐久川長吉
- 第18区 - 瀬長亀次郎
- 第19区 - 大湾喜三郎
- 第20区 - 安谷屋周良

- 第21区 - 長嶺秋夫
- 第22区 - 玉城瑩
- 第23区 - 石嶺真誠
- 第24区 - 照屋善清
- 第25区 - 砂川恵敷
- 第26区 - 下里恵良
- 第27区 - 与那覇金一郎
- 第28区 - 大浜国浩
- 第29区 - 星克

### 党派別獲得議席
| 党派           | 得票数  | 得票率 | 議席 |
| -------------- | ------- | ------ | ---- |
| 琉球民主党     | 142,795 | 45.6%  | 12   |
| 沖縄社会大衆党 | 129,610 | 41.4%  | 12   |
| 沖縄人民党     | 18,315  | 5.0%   | 2    |
| 無所属         | 22,467  | 7.2%   | 3    |

出：表「党派別当選者数および得票数」、沖縄タイムス編集発行『沖縄年鑑』1969（昭和44年）復刻版、446頁
親米保守派の民主党は、当初目標としていた過半数を確保することができなかった。これに対し、沖縄の祖国復帰を主張する社大党と人民党で全議席の半数近くを占める結果となった。この結果について社大党と人民党が共闘（人民党が候補者を立てない選挙区では社大党候補に投票、社大党は人民党候補が立候補した選挙区に候補者を擁立しない)して候補者調整した事が功を奏したと指摘する声もある。